# ТЕС Ал-Дур II
25°58′4″ пн. ш. 50°36′25″ сх. д. / 25.96778° пн. ш. 50.60694° сх. д.
ТЕС Ал-Дур II – теплова електростанція у Бахрейні.
У 2022 році на майданчику станції ввели в дію два парогазові блоки комбінованого циклу потужністю по 750 МВт, у кожному з яких в якому дві газові турбіни живлять через відповідну кількість котлів-утилізаторів одну парову турбіну.
Із електростанцією інтегрований завод з опріснення води, який використовує технологію зворотнього осмосу та має потужність на рівні 227 тис м3 на добу. 
Як паливо станція використовує природний газ. Можливо відзначити, що в Бахрейні блакитне паливо переважно надходить від газозбірної системи формації Хуфф родовища Бахрейн, крім того, певні обсяги постачає газопереробний завод Banagas, а з 2019 року – також термінал ЗПГ Бахрейн.
Для охолодження використовують морську воду.
Видача продукції відбувається по ЛЕП, розрахованій на роботу під напругою 400 кВ.
Проект реалізували через Haya Power & Desalination Company BSC, засновниками якої виступили саудійська ACWA Power (60%),  японська Mitsui (30%) та Almoayyed Contracting Group WLL (10%).